# بييت بون
بييت بون (بالهولندية: Piet Bon)‏ هو مجدف هولندي، ولد في 18 أبريل 1946 في ألسمير في هولندا.

## وصلات خارجية
- بييت بون على موقع الاتحاد الدولي للتجديف (الإنجليزية)
- بييت بون على موقع أوليمبيديا (الإنجليزية)